# ユーニス・ゲイソン
ユーニス・ゲイソン（Eunice Gayson、本名：Eunice Sargaison、1928年3月17日 - 2018年6月8日）は、イギリスの女優。

## 人物
イングランドのサリー州（現在のロンドン市内クロイドン区）クロイドン生まれ。隣接するランベス区ストレータム（Streatham）、当時サリー州（現在クロイドン区）のパーリー（Purley）、スコットランドのグラスゴー、そして同スコットランドのエディンバラに落ち着き、当地の中等学校エディンバラ・アカデミー（en）に通いオペラなどを学ぶ。
『偽れる結婚』で映画デビュー。
1962年の映画「007シリーズ」第1作目『007 ドクター・ノオ』（『007は殺しの番号』）、第2作目『007 ロシアより愛をこめて』では、ジェームズ・ボンド（ショーン・コネリー）のガールフレンドであるシルヴィア・トレンチを演じた。（広義の）初代ボンドガールの一人である。
また、後に三代目「ジェームズ・ボンド」となるロジャー・ムーア主演の『セイント 天国野郎』など、テレビシリーズのゲスト出演も行っていた。
2018年6月8日に死去。90歳没。

## 主な出演作品
- 偽れる結婚　My Brother Jonathan （1948年）
- 優雅な人々　To Have and to Hold （1951年）
- 熱砂の舞　Zarak （1956年）[3]
- フランケンシュタインの復讐　The Revenge of Frankenstein （1958年）
- 007は殺しの番号　Dr. No （1962年）
- 007 ロシアより愛をこめて　From Russia with Love （1963年）